# Dublinský zámek
Dublinský zámek, popřípadě Dublinský hrad, anglicky Dublin castle, irsky Caisleán Bhaile Átha Cliath, je stavba v irském hlavním městě Dublin, na ulici Dame Street. Poté co v roce 1922 vešla v platnost Anglo-irská dohoda konají se v jeho sále St Patrick's Hall oficiální akce, jako napřiklad inaugurace irského prezidenta. Před rokem 1922 na zámku sídlila britská správa Irska. Počátky stavby sahají do roku 1204, stavitelem byl Jan Bezzemek. Památkou na tuto, gotickou, fázi výstavby jsou především dvě věže, Bermingham Tower a Record Tower. Věže sloužily v minulosti také jako vězení, byl zde vězněn například jeden z vůdců irského povstání z roku 1798 Joseph Holt. Současná podoba zámku však pochází především z 18. století. Typickým rysem je jistá stylová nekompaktnost dostaveb. V 17. století byly vytvořeny zahrady. Celý zámecký komplex se rozkládá na ploše 44 000 metrů čtverečních.

## Galerie
- Kaple s věží Record Tower
- Nádvoří hradu (zámku)
- Vstupní brána
- Bermingham Tower
- Dublinský hrad ve středověku
- Nádvoří Dublinského hradu roku 1792